# Monako na Letnich Igrzyskach Olimpijskich 1976
Monako na Letnich Igrzyskach Olimpijskich 1976 w Montrealu reprezentowało 8 zawodników: czterech w strzelectwie, trzech w żeglarstwie i jeden w pływaniu. Najmłodszym zawodnikiem był pływak Patrick Novaretti (19 lat 106 dni), a najstarszym strzelec Paul Cerutti (65 lat 231 dni). Nie zdobyto żadnego medalu.
Był to jedenasty start reprezentacji Monako na letnich igrzyskach olimpijskich.

## Pływanie
Mężczyźni
| Konkurencja                | Zawodnik          | Eliminacje | Eliminacje         | Ćwierćfinały    | Ćwierćfinały    | Półfinały       | Półfinały       | Finał           | Finał           |
| Konkurencja                | Zawodnik          | Wynik      | Miejsce            | Wynik           | Miejsce         | Wynik           | Miejsce         | Wynik           | Miejsce         |
| -------------------------- | ----------------- | ---------- | ------------------ | --------------- | --------------- | --------------- | --------------- | --------------- | --------------- |
| 200 metrów stylem dowolnym | Patrick Novaretti | 2:04,24    | 8. w swoim wyścigu | → Nie awansował | → Nie awansował | → Nie awansował | → Nie awansował | → Nie awansował | → Nie awansował |
| 400 metrów stylem dowolnym | Patrick Novaretti | 4:20,62    | 8. w swoim wyścigu | → Nie awansował | → Nie awansował | → Nie awansował | → Nie awansował | → Nie awansował | → Nie awansował |
| 200 metrów stylem zmiennym | Patrick Novaretti | DQ         | AC                 | → Nie awansował | → Nie awansował | → Nie awansował | → Nie awansował | → Nie awansował | → Nie awansował |

## Strzelectwo
Mężczyźni
| Konkurencja                      | Zawodnik       | Finał       | Finał   |
| Konkurencja                      | Zawodnik       | Wynik       | Miejsce |
| -------------------------------- | -------------- | ----------- | ------- |
| Karabin małokalibrowy leżąc 50 m | Joe Barral     | 582 punkty  | 60.     |
| Karabin małokalibrowy leżąc 50 m | Pierre Boisson | 581 punktów | 64.     |
| Trap                             | Paul Cerutti   | DQ          | AC      |
| Trap                             | Marcel Rué     | 141 punktów | 42.     |

## Żeglarstwo
| Konkurencja  | Zawodnik                                        | Wyścig I | Wyścig I | Wyścig II | Wyścig II | Wyścig III | Wyścig III | Wyścig IV | Wyścig IV | Wyścig V | Wyścig V | Wyścig VI | Wyścig VI | Wyścig VII | Wyścig VII | Klasyfikacja końcowa | Klasyfikacja końcowa |
| Konkurencja  | Zawodnik                                        | Czas     | Miejsce  | Czas      | Miejsce   | Czas       | Miejsce    | Czas      | Miejsce   | Czas     | Miejsce  | Czas      | Miejsce   | Czas       | Miejsce    | Punkty               | Miejsce              |
| ------------ | ----------------------------------------------- | -------- | -------- | --------- | --------- | ---------- | ---------- | --------- | --------- | -------- | -------- | --------- | --------- | ---------- | ---------- | -------------------- | -------------------- |
| klasa Soling | Claude Rossi Gérard Battaglia Jean-Pierre Borro | 2-35:17  | 23.      | 2-20:06   | 23.       | 2-33:42    | 23.        | 2-27:13   | 18.       | 3-54:56  | 18.      | DQ        | AC        | 2-15:45    | 23.        | 197 punktów          | 23.                  |